# Ye Li
Ye Li (葉莉T, 叶莉S, Yè LìP; Shanghai, 20 novembre 1981) è una cestista cinese.
Dal 2007 è la moglie di Yao Ming, da cui ha avuto una figlia.

## Carriera
Con la Cina ha preso parte al torneo femminile di pallacanestro ai Giochi della XXVIII Olimpiade.